# Pioniergruppe

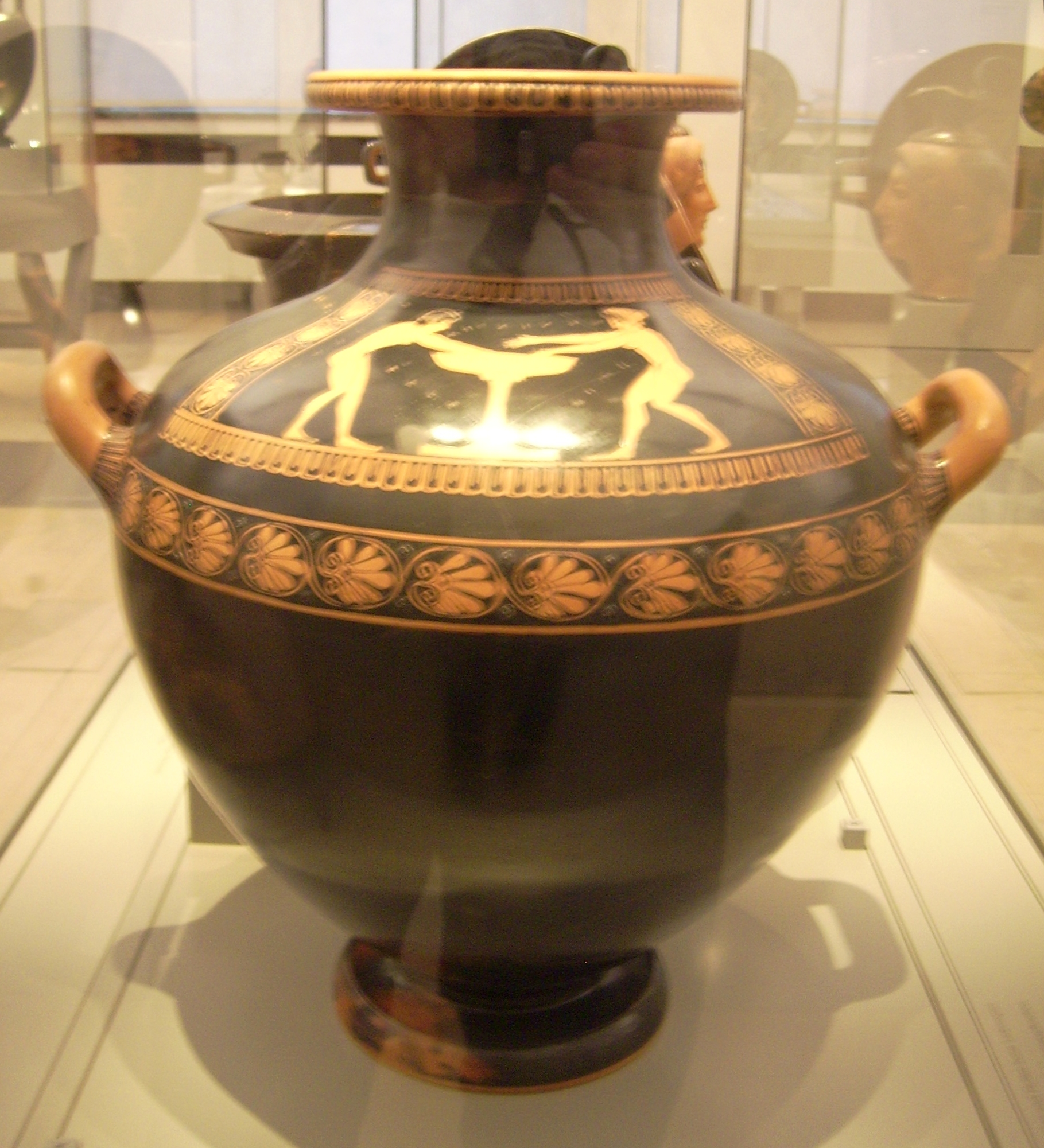
Hetären am Wasserbecken, Hydria, um 510 v. Chr. Antikensammlung Berlin/Altes Museum

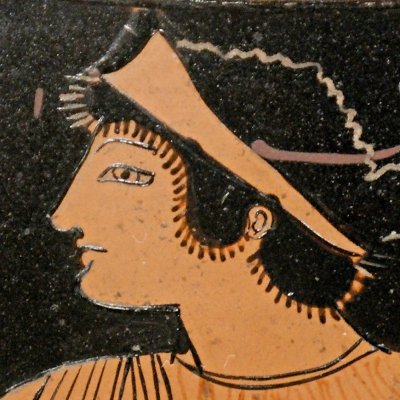
Kopf der Thetis, Pelike, um 510/500 v. Chr.

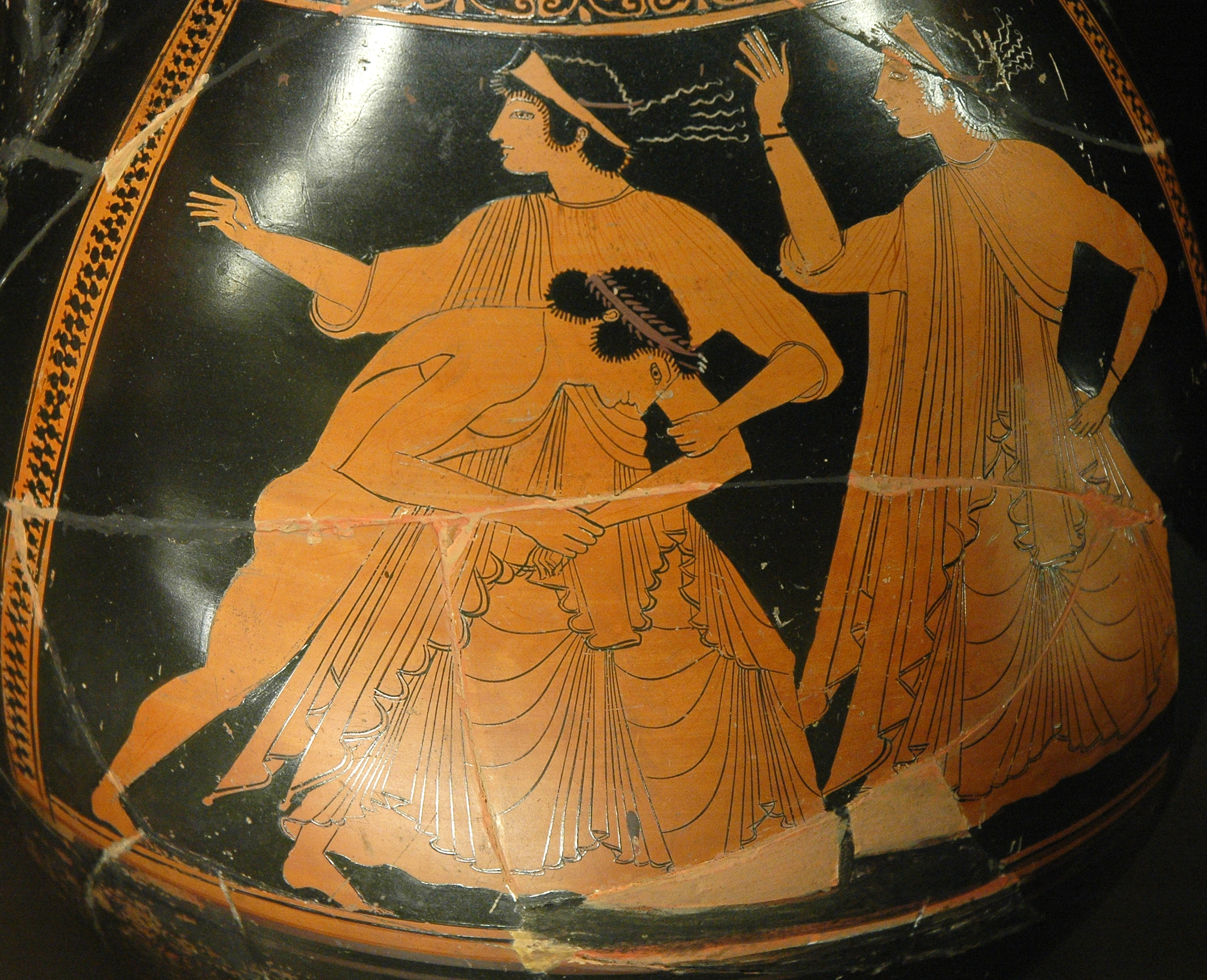
Peleus entführt Thetis, siehe oben

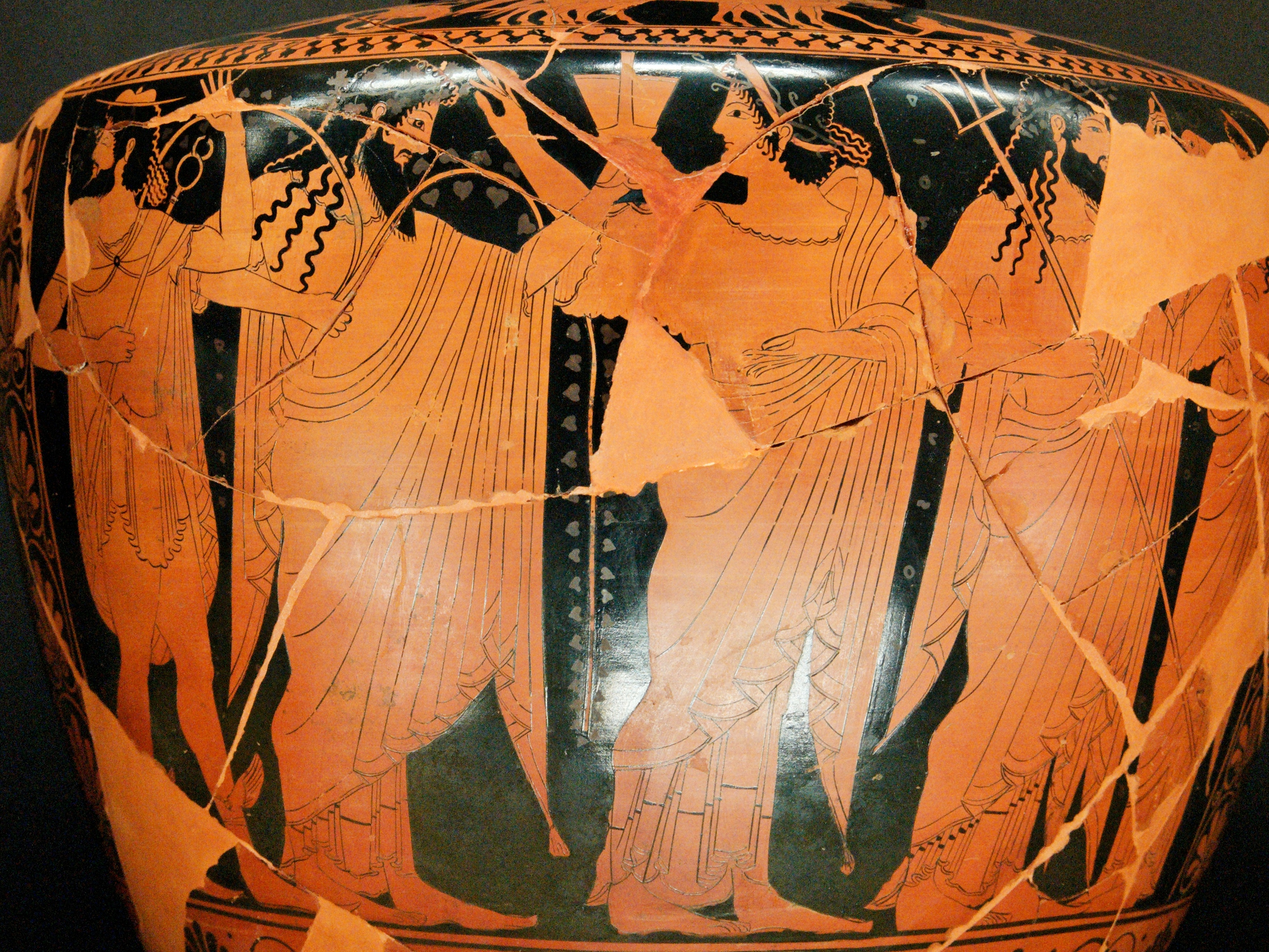
Hermes, Dionysos, Ariadne und Poseidon, Hydria, um 510/500 v. Chr.

Als Pioniergruppe, auch (Die) Pioniere, wird in der modernen Forschung eine Gruppe antiker Vasenmaler aus Athen des Rotfigurigen Stils bezeichnet.
Nachdem in der Töpferwerkstatt des Andokides, wahrscheinlich durch den Andokides-Maler, der Rotfigurige Stil erfunden wurde, experimentierten einige Vasenmaler mit dem neuen Stil. Zu diesen frühen, experimentellen Malern gehörten neben dem Andokides-Maler beispielsweise Psiax, Paseas und der Goluchow-Maler, die alle neben dem rotfigurigen Stil auch noch den vorherigen Schwarzfigurigen Stil benutzten.
Auch die Pioniergruppe experimentierte noch, jedoch nicht mehr mit dem Malstil als solchem (Boardman: die Mechanik), sondern mit dessen Möglichkeiten (Boardman: das Wesen). John Boardman bezeichnete die Gruppe als „die interessantesten von allen Malern, die je im Töpferviertel Athens tätig waren, und zwar nicht nur ihrer künstlerischen Verdienste wegen, sondern auch wegen ihrer Wesensart und Zusammengehörigkeit als Gruppe“. Es fehlt, wie zu allen Vasenmalern, zwar eine schriftliche Überlieferung und man muss bei der Beurteilung der Pioniergruppe ausschließlich auf archäologische Quellen zurückgreifen, doch erscheinen die Pioniere als erster Zusammenschluss oder zumindest als erste künstlerische Bewegung der westlichen Kunst. Die Rekonstruktion ihres Werdeganges, ihrer gemeinsamen Ziele und ihrer Rivalitäten gilt Vielen als „Triumph der archäologischen Forschung“.
Die bedeutendsten Vertreter der Gruppe waren Euphronios, der manchen Archäologen als der beste griechische Vasenmaler – zumindest des Rotfigurigen Stils – gilt, Smikros, Euthymides, Phintias, Hypsis, der Dikaios-Maler, der Gales-Maler, der Maler von Akropolis 24, der Pythokles-Maler, die Pezzino-Gruppe und der Sosias-Maler. Was sie von ihren Vorgängern und Nachfolgern unterschied war die Tatsache, dass sie „vollendete Künstler“ waren. John D. Beazley bezeichnet Smikros zwar als „nicht guten Zeichner“, was jedoch nur innerhalb der Gruppe zutrifft. Die Zeichnungen und Kompositionen der Gruppe zeichneten sich durch eine hervorstechende Qualität aus. Vor allem die Darstellung der Details und anatomischer Gegebenheiten erreichten eine bis dato nicht gekannte Blüte. Der Erzählgehalt der Darstellungen überschreitet alles, was bis zu diesem Zeitpunkt von den Künstlern geschaffen wurde. Mit Vorliebe bemalten sie größere Vasentypen wie Kratere, Amphoren, Psyktere und Hydrien, waren aber auch auf kleineren Objekten wie Schalen und Tellern Meister ihres Faches.
Von besonderem Interesse ist auch ihre Schreibfreudigkeit. Viele ihrer Vasen wurden mit Aufschriften versehen, die zum Teil die Figuren beschreiben, Lieblingsinschriften darstellten oder gar Sprachfetzen, wie in modernen Comics, enthielten. Neben einer besonders gelungenen anatomischen Studie prahlte Euthymides in einer Aufschrift geradezu „wie [es] Euphronios niemals“ gekonnt hätte. Dies zeugte in ganz besonderer Weise von der Rivalität innerhalb der Gruppe. An vielen Stellen merkt man den Malern ihren Stolz als Künstler und Handwerker sowie als Bürger an. Euthymides drückte seinen Stolz häufig mit Signaturen aus, die wohl nie zuvor und danach so häufig waren wie innerhalb der Gruppe. Manchmal fügte er seinem eigenen Namen auch den seines Vaters hinzu. Euthymides selbst wird auf zwei Vasen der Gruppe, die keinem Maler eindeutig zugewiesen werden konnten, gegrüßt („chaireto Euthymides“ und „Euthymides chaire“). Auf einer Vase des Phintias wird ein Leierspieler als Euthymides beschrieben und eine Frau prostet diesem zu. Smikros stellt sich auf einer Vase selber als Trinker dar und wird wohl auch auf einer Vase des Euphronios in derselben Weise dargestellt. Offenbar zeichneten die Künstler nicht nur Symposionszenen, sondern gehörten auch der Bürgerschicht an, die sich so etwas leisten konnte. Oder aber, sie wollten gern dazu gehören und stellten sich deshalb auf diese Weise dar. Smikros wird bei Euphronios auch in einer Lieblingsinschrift genannt. Andere häufig genannte Epheben auf solchen Inschriften waren Leoagros, Philiades, Phayllos, Sosias (Sosis) und Antias.
Zeichnerisch lassen sich auch diverse Gemeinsamkeiten in der Gruppe erkennen. Allen ist gemein, dass sie das Interesse an Farben, wie z. B. Weiß für die Haut von Frauen, verloren hatten. Auch verwendeten sie, abgesehen von Euphronios, keine Mühe auf die Darstellung komplizierter Gewandmuster im Stile schwarzfiguriger Maler. Haarkonturen werden nicht mehr geritzt und bei den besten Arbeiten gehörte die Nutzung der Relieflinie dazu. Die Darstellung von Gegenständen wie Schilden nähert sich einer echten linearperspektivischen Verkürzung, was bei anatomischen Details noch nicht gelingt. Neue Maltechniken werden entwickelt. So werden stehende Gestalten in Dreiviertelansicht gezeigt, ein Bein wird im Profil, ein anderes in Vorderansicht gezeigt. Mit dieser Technik war man selbst den Bildhauern um eine Generation voraus. Trotzdem ist keiner der Künstler in der Lage, einen Kopf im Profil und den Körper in der Frontalansicht zu zeigen, ohne ihn unnatürlich zu verzerren. Auch die Frontalansichten weiblicher Brüste sind durchweg anatomisch falsch wiedergegeben.
Einige der Maler wie Euphronios und Phintias leiteten in einer späteren Phase ihrer Karriere eigene Töpferwerkstätten. Töpfer besaßen als Besitzer der Werkstätten mehr Ansehen und Bedeutung als die bei ihnen beschäftigten Vasenmaler. Viele der wichtigsten Maler der nächsten Generation kann man noch heute als Schüler der Pioniergruppe erkennen. Dazu gehören der Kleophrades-Maler, der Berliner Maler und Onesimos, der in der Töpferwerkstatt des Euphronios arbeitete. Auch auf die etwa zur Zeit der Pioniergruppe tätigen Schalenmaler wie Oltos, den Nikosthenes-Maler und Epiktetos übten die Pioniere einen großen Einfluss aus.